# Aleksander Leszczyński
Aleksander Leszczyński (ur. 1894, zm. 28 września 1939 w Tomaszówce k. Włodawy) – polski handlowiec i manager żeglugowy.

## Życiorys
Zajmował się handlem w Warszawie, m.in. sprzedażą maszyn do pisania i samochodów. Był kierownikiem oddziału tamże (1931–), następnie dyrektorem zarządzającym Polskiego Transatlantyckiego Towarzystwa Okrętowego – PTTO (Polish Transatlantic Shipping Company Limited), któremu w 1934 zmieniono nazwę na Gdynia–Ameryka Linie Żeglugowe S.A. (Gdynia America Line – GAL) (1932–1939). W tym okresie GAL był największym armatorem w PMH; oddając do eksploatacji takie jednostki jak MS Piłsudski, MS Batory, MS Sobieski i MS Chrobry.
Zginął w kampanii wrześniowej 1939. Pochowany w bezimiennym grobie na cmentarzu w Tomaszówce.
Jego wnukiem jest Krzysztof Logan Tomaszewski, poeta, malarz i publicysta.

## Ordery i odznaczenia
- Krzyż Oficerski Orderu Odrodzenia Polski (11 listopada 1936)[3]